# 南信濃村
南信濃村（みなみしなのむら）は、長野県南部にあった村。2005年10月1日、上村とともに飯田市へ編入合併した。
なお、旧村域には市町村の合併の特例に関する法律（合併特例法）に基づく地域自治区が2010年9月30日を期限として設置された。
古くから遠山郷と呼ばれ、赤石山脈と伊那山地の山峡にあった。

## 地理

### 隣接していた自治体・行政区
- 長野県
  - 飯田市
  - 下伊那郡：上村、天龍村、泰阜村
- 静岡県
  - 静岡市（葵区）、浜松市
  - 榛原郡：川根本町

## 歴史
- 1960年（昭和35年）4月1日 - 遠山村・木沢村が合併して発足。
- 2005年（平成17年）10月1日 - 飯田市に編入。同日南信濃村廃止。

## 友好都市
- 長野県下水内郡栄村 （信州秘境の郷協定書）1990年9月5日
- 岐阜県恵那郡岩村町（ゆかりの郷協定書）1988年11月22日

## 交通

### 鉄道
村内を鉄道路線は通っていない。鉄道を利用する場合の最寄り駅は、JR東海飯田線平岡駅。

### 一般道路
- 国道152号線
  - 和田バイパス
- 国道418号線

### 高速道路
- 三遠南信自動車道　南信濃IC（予定線）

## 名所・旧跡
- 秋葉街道
- 南アルプス連峰
- 小嵐の絶壁と紅葉
- 信玄滝
- 遠山郷
- 遠山森林鉄道